# Naftalenid sodný
Naftalenid sodný je organická sloučenina se vzorcem Na+C10H −
8 . Používá se v laboratořích jako redukční činidlo. Při pokusech o izolaci krystaluje v solvatované podobě ligandů vázaných na Na+.

## Příprava a vlastnosti

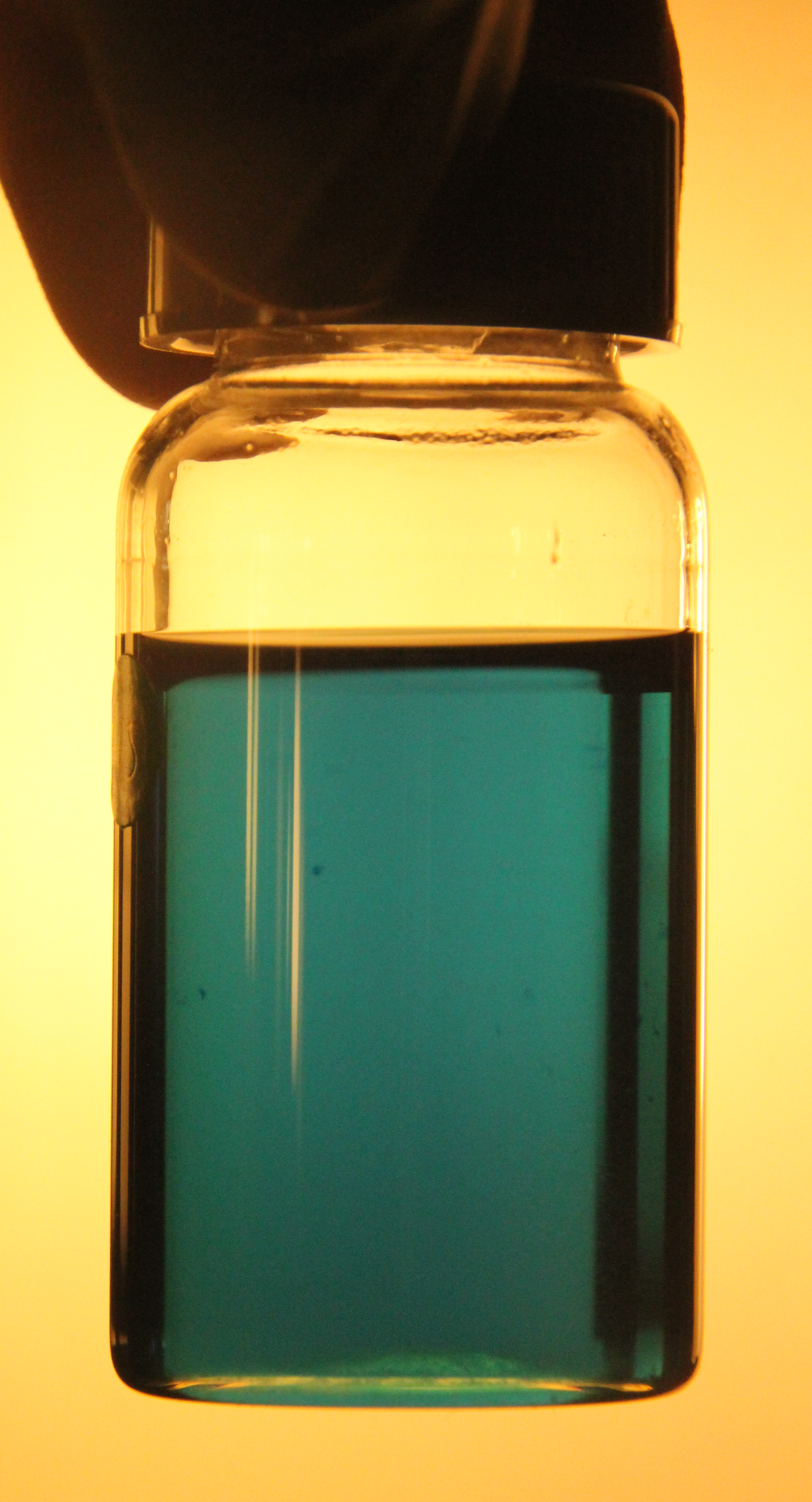
Roztok naftalenidu lithného, lithné soli naftalenu, v tetrahydrofuranu

Naftalenidy alkalických kovů se připravují mícháním kovů s naftalenem v etherových rozpouštědlech, jako jsou tetrahydrofuran a dimethoxyethan. Vzniklé soli jsou zbarveny tmavě zeleně.
Anion je radikálový; v EPR vykazuje silný signál poblíž g = 2,0. Zelené zbarvení způsobují absorpce na 463 a 735 nm.
Rentgenovou krystalografií bylo zkoumáno několik solvátů naftalenidu sodného. Vnější pár vazeb CH−CH je zkrácen o 3 pm a zbylých devět vazeb C−C je o 2–3 pm delších; redukce vazby oslabuje.

## Reakce

### Redoxní
S redoxním potenciálem přibližně −2,5 V (oproti standardní vodíkové elektrodě) je naftalenidový radikálový anion silným redukčním činidlem.

### Protonace
Tento anion je silně zásaditý a reaguje se zdroji protonů, jako jsou voda a alkoholy, za vzniku dihydronaftalenu:
2 NaC10H8 + 2 H2O → C10H10 + C10H8 + 2 NaOH

### Jako ligand
Naftalenidy alkalických kovů se používají na přípravu komplexů naftalenu.